# Aras Özbiliz
Aras Özbiliz, orm. Արազ Օզբիլիզ (ur. 9 marca 1990 w Stambule) – ormiański piłkarz występujący na pozycji napastnika w ormiańskim klubie Piunik Erywań. Posiada również holenderskie obywatelstwo. Jest wychowankiem Ajaksu.
W rozgrywkach Eredivisie zadebiutował 28 listopada 2010 roku w meczu z VVV Venlo (2:0).